# 呂昆錡
呂昆錡（Lu Kun-Chi，1985年2月6日—），台灣足球運動員，前中華民國足球代表隊第一守門員，球員生涯自2009年效力於台電足球隊，直到2018年退役。

## 生平
呂昆錡出生於台北市，他是家中最小的孩子，有一位哥哥與一位姊姊。國小四年級時，呂昆錡全家搬至台南市佳里區，才在佳里國小與足球運動結緣，五年級時開始擔任守門員的位置。
國小畢業後，他升上當地的佳里國中。呂昆錡在國中二年級時身高突然竄高至接近180公分，被外界認為相當有機會入選中華台北青少年代表隊，但最後他卻落選了。這次落選深深刺激了他，「我那時告訴自己，高中3年內一定要入選青年隊！」之後在北門高中足球隊教練、也是前國家隊門將洪金昌的帶領之下，他在高中二年級時就達成目標，並在三年級時入選奧運代表隊。2004年，代表隊門將楊振興宣布引退，由18歲的呂昆錡成為他的接班人。
2004年10月14日，在2006年世界盃亞洲區會外賽對巴勒斯坦的比賽中，呂昆錡首次代表中華台北出賽。他優異的表現讓他一戰成名，也讓他成為中華民國不可或缺的一員，鎮守國家大門。

### 前進日本
2005年6月，日本J聯盟磐田山葉強化部部長鈴木政一接受國立臺灣體育學院的邀情至台灣講習，並藉此機會於台灣選才，呂昆錡參加了測試，但由於太過緊張而未能保持正常水準。同年7月，在台灣體院教授趙榮瑞的支援之下，呂昆錡第一次赴日本接受橫濱FC和千葉市原的隨隊測試，但未獲青睞。
2006年10月，呂昆錡再接再厲，受到中華民國總教練今井敏明推薦，他與國家隊隊友陳柏良赴日隨橫濱水手二軍訓練兩週。雖然最後他並沒能在橫濱立足，但友好今井的日本東北社會人聯盟球隊盛岡仙鶴拋出橄欖枝，在2006年12月發函中華足協通知願與呂昆錡簽約。隔年2月，在結束中華民國在2008奧運預選賽的賽事之後，呂昆錡飛赴日本。盛岡仙鶴在2007年3月4日於俱樂部辦公室為呂昆錡與另一名台灣球員莊偉倫舉行加盟記者會，並於3月9日正式與呂昆錡簽約。呂昆錡成為第一位加盟日本球隊的台灣男子足球員。
後因兵役問題，2007年底暫停與球隊的合約返國。
2008年10月呂昆錡進入國訓服兵役。
2009年12月加盟台灣甲組傳統勁旅南霸天台灣電力公司足球隊。
2018年11月從台電隊退役，結束球員生涯。

## 中華代表隊經歷
- 2002年亞洲青年盃
- 2004年希臘奧運會亞洲區資格賽
- 2004年香港國際U20足球邀請賽
- 2005年第四屆澳門東亞運動會
- 2006年世界盃亞洲區預賽
- 2006年亞洲盃足球錦標賽
- 2006年亞足聯挑戰杯足球錦標賽
- 2007年東亞盃足球錦標賽外圍賽
- 2008年北京奧運會亞洲區資格賽
- 2008年亞足聯挑戰盃足球錦標賽
- 2010年世界盃亞洲區預賽
- 2010年亞足聯挑戰盃足球錦標賽
- 2010年東亞盃足球錦標賽外圍賽
- 2010年龍騰盃國際足球邀請賽
- 2012年東亞盃足球錦標賽外圍賽
- 2014年亞足聯挑戰盃足球錦標賽
- 2014年東亞盃足球錦標賽外圍賽
- 2015年世界盃亞洲區預賽暨亞洲盃外圍賽

## 國家隊生涯統計
| 中華台北國家足球隊     | 中華台北國家足球隊 | 中華台北國家足球隊 |
| 年                     | 出場               | 入球               |
| ---------------------- | ------------------ | ------------------ |
| 2004                   | 2                  | 0                  |
| 2005                   | 0                  | 0                  |
| 2006                   | 7                  | 0                  |
| 2007                   | 5                  | 0                  |
| 2008                   | 5                  | 0                  |
| 2009                   | 4                  | 0                  |
| 2010                   | 5                  | 0                  |
| 2011                   | 0                  | 0                  |
| 2012                   | 3                  | 0                  |
| 2013                   | 2                  | 0                  |
| 2014                   | 1                  | 0                  |
| 2015                   | 3                  | 0                  |
| 2016                   | 0                  | 0                  |
| 總計                   | 37                 | 0                  |
| 最後更新於2016年6月6日 |                    |                    |

## 外部連結
- 呂昆錡在national-football-teams.com的球員資料
- 呂昆錡的臉書資訊
- 呂昆錡個人部落格 （页面存档备份，存于）
- 呂昆錡個人奇摩部落格
- 盛岡仙鶴官方網站